# ينس ديبوشار
ينس ديبوشار (بالفرنسية: Jens Debusschere)‏ (و. 1989  م) هو دراج على المضمار، وراكب دراجة هوائية، من بلجيكا، شارك في طواف إسبانيا، وطواف إسبانيا 2014، يلعب كعداء دراجات ‏.

## روابط خارجية
- ينس ديبوشار على موقع الاتحاد الدولي للدراجات (الإنجليزية)
- ينس ديبوشار على موقع أرشيف الدراجات (الإنجليزية)
- ينس ديبوشار على موقع إحصائيات الدراجات الإحترافية (الإنجليزية)
- ينس ديبوشار على موقع نسبة الدراجات (الإنجليزية)
- ينس ديبوشار على موقع CycleBase (الإنجليزية)